# Litopus kenyensis
Litopus kenyensis är en skalbaggsart som beskrevs av Karl Adlbauer 2002. Litopus kenyensis ingår i släktet Litopus och familjen långhorningar.
Artens utbredningsområde är Kenya. Inga underarter finns listade i Catalogue of Life.